# Tir amb arc als Jocs Olímpics d'estiu de 1920 - Ocell fix petit individual
La competició d'ocell fix petit individual va ser una de les 10 proves de tir amb arc que es van disputar als Jocs Olímpics d'Anvers de 1920. Aquesta, com la resta de proves d'aquest esport, sols estava oberta a la participació masculina. Hi van prendre part 6 arquers, tots ells belgues.
Hi va haver dues proves en la categoria de tir a l'ocell fix gran, tot i que cada arquer va disparar un sol cop. Es van utilitzar les puntuacions individuals per determinar les medalles individuals i les tres millors puntuacions per a cada equip de sis homes es van sumar per determinar les puntuacions de l'equip. Els sis membres de cada equip medallista van ser considerats com medallistes.

## Medallistes
| Or                    | Plata                    | Bronze               |
| Edmond van Moer (BEL) | Louis van de Perck (BEL) | Joseph Hermans (BEL) |

## Resultats
| Posició | Arquer                     | Puntuació |
| ------- | -------------------------- | --------- |
| 1       | Edmond van Moer (BEL)      | 11        |
| 2       | Louis van de Perck (BEL)   | 8         |
| 3       | Joseph Hermans (BEL)       | 6         |
| 4       | Firmin Flamand (BEL)       | 5         |
| 5       | Edmond Cloetens (BEL)      | 4         |
| 6       | Auguste van de Verre (BEL) | 1         |